# П'єдралавес
П'єдралавес (ісп. Piedralaves) — муніципалітет в Іспанії, у складі автономної спільноти Кастилія-і-Леон, у провінції Авіла. Населення — 2194 особи (2010).
Муніципалітет розташований на відстані близько 85 км на захід від Мадрида, 37 км на південь від Авіли.

## Демографія
Динаміка населення (INE ):

## Галерея зображень

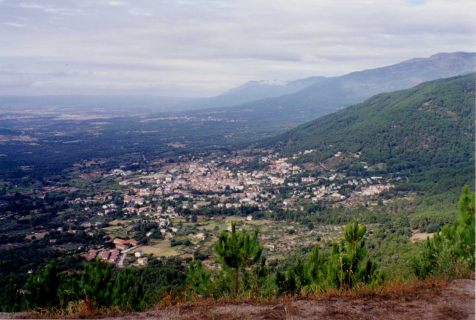
П'єдралавес